# Polska Liga Koszykówki (2016/2017)
Polska Liga Koszykówki 2016/2017 – 83. edycja rozgrywek o tytuł mistrza Polski w koszykówce mężczyzn, po raz 70. organizowana w formule ligowej, a po raz 20. jako liga zawodowa (Polska Liga Koszykówki).
Zmagania toczą się systemem kołowym, z fazą play-off na zakończenie sezonu, a biorą w nich udział drużyny 17 najlepszych polskich klubów koszykarskich. Ich triumfator zostaje Mistrzem Polski, zaś najsłabsze drużyny relegowane są do I ligi polskiej. Czołowe zespoły klasyfikacji końcowej uzyskają prawo występów w europejskich pucharach w sezonie 2017/2018 (Ligi Mistrzów FIBA, bądź FIBA Europe Cup).
Tytuł mistrza Polski obronił Stelmet BC Zielona Góra, pokonując w finale play-off Polski Cukier Toruń 4:1.

## Zespoły

### Prawo gry
Spośród zespołów występujących w Polskiej Lidze Koszykówki w sezonie 2015/2016 zgodnie z regulaminem rozgrywek prawo do gry utraciła Siarka Tarnobrzeg, która w dwóch kolejnych sezonach zajęła jedno z dwóch ostatnich miejsc. Mimo to władze Polskiej Ligi Koszykówki zaprosiły drużynę z Tarnobrzega do udziału w rozgrywkach sezonu 2016/17.
Zespoły, jakie występowały w Polskiej Lidze Koszykówki w sezonie 2015/2016 i zachowały prawo do gry w tych rozgrywkach w sezonie 2016/2017 to:
- Anwil Włocławek,
- Asseco Gdynia,
- AZS Koszalin,
- BM SLAM Stal Ostrów Wielkopolski
- Energa Czarni Słupsk,
- King Wilki Morskie Szczecin
- MKS Dąbrowa Górnicza
- PGE Turów Zgorzelec,
- Polfarmex Kutno,
- Polpharma Starogard Gdański,
- Polski Cukier Toruń
- Rosa Radom,
- Siarka Tarnobrzeg,
- Start Lublin,
- Stelmet BC Zielona Góra,
- Trefl Sopot,
- WKS Śląsk Wrocław[2].

Ponadto prawo gry w Polskiej Lidze Koszykówki w sezonie 2016/2017 uzyskał zwycięzca rozgrywek I ligi w sezonie 2015/2016:
- Miasto Szkła Krosno[3].

### Proces licencyjny
Kluby zainteresowane grą w Polskiej Lidze Koszykówki miały czas na zgłoszenie wniosku o grę w tych rozgrywkach do 15 lipca 2016 roku. Do procedury tej przystąpiło 17 drużyn: 16 występujących w Polskiej Lidze Koszykówki w sezonie 2015/2016 (Anwil, Asseco, AZS, Czarni, MKS, Polfarmex, Polpharma, Polski Cukier, Rosa, Siarka, Stal, Start, Stelmet, Trefl, Turów, Wilki) oraz mistrz I ligi w sezonie 2015/2016 (Miasto Szkła). Dokumentów do procesu licencyjnego nie zgłosił WKS Śląsk Wrocław w związku z czym drużyna ta nie będzie występować w Polskiej Lidze Koszykówki w sezonie 2016/17.
29 lipca PLK ogłosiła, iż licencje na grę w tych rozgrywkach w sezonie 2016/2017 otrzymało 15 klubów: Anwil Włocławek, Asseco Gdynia, AZS Koszalin, BM Slam Stal Ostrów Wielkopolski, Energa Czarni Słupsk, King Szczecin, Miasto Szkła Krosno, MKS Dąbrowa Górnicza, PGE Turów Zgorzelec, Polpharma Starogard Gdański, Polski Cukier Toruń, Rosa Radom, Siarka Tarnobrzeg, TBV Start Lublin oraz Trefl Sopot. Pozostałe 2 zespoły: Polfarmex Kutno, Stelmet BC Zielona Góra nie otrzymały licencji w pierwszym terminie, zachowały jednak prawo odwołania od decyzji Zarządu PLK do Komisji Odwoławczej Polskiego Związku Koszykówki w ciągu 7 dni od ogłoszenia pierwotnej decyzji. Po odwołaniu wszystkie te kluby uzyskały licencje na grę w Polskiej Lidze Koszykówki w sezonie 2016/2017.

## System rozgrywek
Sezon 2016/2017 w polskiej lidze koszykówki zostanie zainaugurowany meczem o Superpuchar Polski, który zostanie rozegrany 2 października 2016 roku. Rozgrywki Polskiej Ligi Koszykówki rozpoczną się 8 października, kiedy to rozegrano pierwszy mecz pierwszej kolejki.
Sezon 2016/2017 tak jak poprzednia edycja składała się z dwóch faz: sezonu zasadniczego oraz fazy play-off.
W sezonie zasadniczym wszystkie zespoły rywalizowały ze sobą w systemie „każdy z każdym”, w którym każdy z klubów rozegrał z każdym z pozostałych po 2 mecze ligowe. Po zakończeniu tej części rozgrywek 8 najwyżej sklasyfikowanych klubów przystąpiło do fazy play-off. W ćwierćfinałach zmierzyły się ze sobą drużyny, które w sezonie zasadniczym zajęły miejsca 1. i 8. (1. para), 2. i 7. (2. para), 3. i 6. (3. para) oraz 4. i 5. (4. para). Awans do półfinałów wywalczył w każdej z par zwycięzca 3 meczów, z kolei przegrani odpadli z dalszej rywalizacji i zostali sklasyfikowani na miejscach 5–8 na podstawie miejsca zajętego w sezonie zasadniczym. W półfinałach rywalizowali ze sobą zwycięzcy 1. i 4. pary ćwierćfinałowej oraz pary 2. i 3. Podobnie jak w ćwierćfinałach, również w półfinałach zwyciężył klub, który wygrał 3 spotkania. Drużyny, które tego dokonały zmierzyły się ze sobą w finale, który toczył się do wygrania przez któregoś z jego uczestników 4 meczów, a przegrani par półfinałowych zagrali ze sobą w meczu o trzecie miejsce, który rozegrany był do 2 zwycięstw.
Zespoły które w sezonie zasadniczym zajęły miejsca 17. i 16. straciły prawo do gry w rozgrywkach organizowanych przez Polską Ligę Koszykówki w sezonie 2017/18.

## Rozgrywki

### Runda zasadnicza

#### Tabela
awans do play-off
     spadek z ligi
| Lp. | Drużyna                          | M  | Mecze | Mecze | Punkty | Punkty | Punkty | Punkty   | Pkt |
| Lp. | Drużyna                          | M  | W     | P     | +      | -      | +/-    | Stosunek | Pkt |
| --- | -------------------------------- | -- | ----- | ----- | ------ | ------ | ------ | -------- | --- |
| 1.  | Anwil Włocławek                  | 32 | 25    | 7     | 2572   | 2337   | +235   | 1,1006   | 57  |
| 2.  | Stelmet BC Zielona Góra          | 32 | 23    | 9     | 2513   | 2259   | +254   | 1,1124   | 54  |
| 3.  | BM Slam Stal Ostrów Wielkopolski | 32 | 21    | 11    | 2448   | 2307   | +141   | 1,0611   | 53  |
| 4.  | Polski Cukier Toruń              | 32 | 21    | 11    | 2602   | 2485   | +117   | 1,0471   | 53  |
| 5.  | Rosa Radom                       | 32 | 21    | 11    | 2390   | 2270   | +120   | 1,0529   | 53  |
| 6.  | MKS Dąbrowa Górnicza             | 32 | 20    | 12    | 2538   | 2354   | +184   | 1,0782   | 52  |
| 7.  | Polpharma Starogard Gdański      | 32 | 19    | 13    | 2459   | 2401   | +58    | 1,0242   | 51  |
| 8.  | Energa Czarni Słupsk             | 32 | 19    | 13    | 2482   | 2394   | +88    | 1,0368   | 51  |
| 9.  | Trefl Sopot                      | 32 | 18    | 14    | 2510   | 2479   | +31    | 1,0125   | 50  |
| 10. | PGE Turów Zgorzelec              | 32 | 17    | 15    | 2665   | 2487   | +178   | 1,0716   | 49  |
| 11. | King Szczecin                    | 32 | 16    | 16    | 2591   | 2546   | +45    | 1,0177   | 48  |
| 12. | Miasto Szkła Krosno              | 32 | 15    | 17    | 2392   | 2425   | -33    | 0,9864   | 47  |
| 13. | Asseco Gdynia                    | 32 | 10    | 22    | 2486   | 2669   | -183   | 0,9314   | 42  |
| 14. | AZS Koszalin                     | 32 | 9     | 23    | 2288   | 2471   | -183   | 0,9259   | 41  |
| 15. | TBV Start Lublin                 | 32 | 8     | 24    | 2312   | 2613   | -301   | 0,8848   | 40  |
| 16. | Siarka Tarnobrzeg                | 32 | 5     | 27    | 2281   | 2739   | -458   | 0,8328   | 37  |
| 17. | Polfarmex Kutno                  | 32 | 5     | 27    | 2170   | 2463   | -293   | 0,8810   | 37  |

#### Wyniki
| Gospodarz/Gość                   | WLO   | GDY     | KOS     | OST    | SLU   | SZC    | KRO    | DGR   | ZGO     | KUT    | STG    | TOR   | RAD   | TAR    | ZGR      | LUB    | SOP    |
| -------------------------------- | ----- | ------- | ------- | ------ | ----- | ------ | ------ | ----- | ------- | ------ | ------ | ----- | ----- | ------ | -------- | ------ | ------ |
| Anwil Włocławek                  | —     | 81:79   | 78:62   | 80:65  | 69:63 | 91:82  | 65:61  | 73:70 | 65:72   | 78:69  | 89:79  | 91:73 | 80:74 | 89:60  | 81:68    | 112:77 | 102:89 |
| Asseco Gdynia                    | 68:79 | —       | 100:103 | 68:76  | 65:79 | 75:84  | 70:83  | 90:89 | 76:68   | 73:67  | 69:86  | 76:80 | 80:90 | 82:78  | 64:84    | 80:65  | 79:94  |
| AZS Koszalin                     | 45:93 | 69:72   | —       | 74:79  | 80:83 | 81:111 | 60:62  | 83:75 | 74:95   | 60:71  | 83:75  | 82:80 | 63:62 | 105:54 | 58:67    | 65:79  | 65:70  |
| BM Slam Stal Ostrów Wielkopolski | 71:75 | 80:62   | 65:60   | —      | 80:76 | 74:69  | 89:78  | 70:60 | 82:71   | 89:64  | 65:68  | 80:63 | 82:61 | 73:65  | 90:85    | 85:56  | 70:73  |
| Energa Czarni Słupsk             | 80:75 | 71:81   | 72:70   | 82:77  | —     | 84:77  | 89:70  | 68:82 | 78:72   | 78:79  | 66:75  | 81:79 | 70:83 | 92:86  | 68:51    | 89:58  | 89:58  |
| King Szczecin                    | 80:86 | 94:83   | 76:65   | 102:83 | 74:80 | —      | 105:78 | 82:79 | 107:105 | 77:75  | 58:67  | 78:83 | 63:68 | 76:84  | 84:77    | 93:88  | 76:93  |
| Miasto Szkła Krosno              | 78:71 | 79:80   | 72:65   | 79:73  | 77:70 | 98:72  | —      | 74:79 | 91:69   | 70:51  | 74:85  | 59:88 | 73:97 | 83:75  | 57:75    | 87:74  | 75:73  |
| MKS Dąbrowa Górnicza             | 70:56 | 91:68   | 90:60   | 61:78  | 89:85 | 90:79  | 75:81  | —     | 73:63   | 90:77  | 78:66  | 59:65 | 71:67 | 95:66  | 83:77    | 92:72  | 92:55  |
| PGE Turów Zgorzelec              | 83:90 | 100:79  | 71:63   | 97:74  | 83:81 | 88:75  | 79:67  | 94:70 | —       | 109:98 | 83:57  | 86:89 | 82:69 | 97:71  | 83:85    | 106:74 | 79:81  |
| Polfarmex Kutno                  | 88:95 | 64:80   | 57:81   | 72:80  | 69:70 | 63:69  | 65:75  | 76:85 | 74:78   | —      | 72:86  | 73:81 | 65:76 | 64:74  | wo. 20:0 | 78:74  | 59:75  |
| Polpharma Starogard Gdański      | 83:82 | 99:87   | 75:72   | 78:79  | 83:78 | 64:81  | 85:71  | 62:69 | 73:71   | 71:62  | —      | 90:73 | 69:54 | 86:78  | 64:73    | 85:70  | 74:79  |
| Polski Cukier Toruń              | 69:73 | 109:108 | 79:68   | 81:74  | 85:74 | 65:87  | 78:74  | 81:89 | 97:85   | 98:77  | 86:78  | —     | 84:89 | 111:70 | 81:69    | 84:73  | 82:59  |
| Rosa Radom                       | 74:61 | 70:67   | 85:68   | 76:71  | 67:68 | 82:79  | 65:63  | 90:85 | 90:83   | 72:52  | 67:60  | 64:86 | —     | 68:64  | 65:66    | 80:47  | 79:73  |
| Siarka Tarnobrzeg                | 75:87 | 96:100  | 69:90   | 60:69  | 76:89 | 73:72  | 73:104 | 74:87 | 51:87   | 67:72  | 62:77  | 73:91 | 61:75 | —      | 65:105   | 86:83  | 70:79  |
| Stelmet BC Zielona Góra          | 82:74 | 82:80   | 79:60   | 76:65  | 81:79 | 87:81  | 87:72  | 65:75 | 94:85   | 94:48  | 85:72  | 83:67 | 85:86 | 94:67  | —        | 86:75  | 102:78 |
| TBV Start Lublin                 | 69:71 | 83:79   | 68:74   | 64:73  | 63:66 | 77:79  | 68:63  | 78:77 | 64:68   | 81:77  | 100:99 | 69:72 | 64:63 | 79:88  | 63:85    | —      | 87:79  |
| Trefl Sopot                      | 79:80 | 96:66   | 107:80  | 71:87  | 80:84 | 60:69  | 75:64  | 79:68 | 75:73   | 77:72  | 85:88  | 94:62 | 85:82 | 78:70  | 69:84    | 92:70  | —      |

#### Nagrody
Nagrody przyznane zostały po głosowaniu trenerów wszystkich klubów występujących w lidze.
- Najbardziej wartościowy zawodnik sezonu: Shawn King[10]
- Najlepsza piątka sezonu: Krzysztof Szubarga, Nemanja Jaramaz, Michał Sokołowski, Vladimir Dragičević, Shawn King[11]
- Najlepszy zawodnik w obronie:  Michał Sokołowski[12]
- Najlepszy polski zawodnik: Krzysztof Szubarga[13]
- Najlepszy trener: Igor Miličić[14]

### Runda play-off
|  |             |                                  |             |                                  |   |          |                         |          |  |  |       |       |       |
|  | Ćwierćfinał | Ćwierćfinał                      | Ćwierćfinał |                                  |   | Półfinał | Półfinał                | Półfinał |  |  | Finał | Finał | Finał |
|  | Ćwierćfinał | Ćwierćfinał                      | Ćwierćfinał |                                  |   | Półfinał | Półfinał                | Półfinał |  |  | Finał | Finał | Finał |
|  |             |                                  |             |                                  |   |          |                         |          |  |  |       |       |       |
|  |             |                                  |             |                                  |   |          |                         |          |  |  |       |       |       |
|  | 1           | Anwil Włocławek                  | 2           |                                  |   |          |                         |          |  |  |       |       |       |
|  | 1           | Anwil Włocławek                  | 2           |                                  |   |          |                         |          |  |  |       |       |       |
|  | 8           | Energa Czarni Słupsk             | 3           |                                  |   |          |                         |          |  |  |       |       |       |
|  | 8           | Energa Czarni Słupsk             | 3           |                                  |   | 8        | Energa Czarni Słupsk    | 0        |  |  |       |       |       |
|  |             |                                  |             |                                  |   | 8        | Energa Czarni Słupsk    | 0        |  |  |       |       |       |
|  |             |                                  | 4           | Polski Cukier Toruń              | 3 |          |                         |          |  |  |       |       |       |
|  | 4           | Polski Cukier Toruń              | 4           | Polski Cukier Toruń              | 3 | 3        |                         |          |  |  |       |       |       |
|  | 4           | Polski Cukier Toruń              |             |                                  |   |          |                         |          |  |  |       |       |       |
|  | 5           | Rosa Radom                       | 0           |                                  |   |          |                         |          |  |  |       |       |       |
|  | 5           | Rosa Radom                       | 0           |                                  |   | 4        | Polski Cukier Toruń     | 1        |  |  |       |       |       |
|  |             |                                  |             |                                  |   |          |                         |          |  |  |       |       |       |
|  |             |                                  | 2           | Stelmet BC Zielona Góra          | 4 |          |                         |          |  |  |       |       |       |
|  | 2           | Stelmet BC Zielona Góra          | 2           | Stelmet BC Zielona Góra          | 4 | 3        |                         |          |  |  |       |       |       |
|  | 2           | Stelmet BC Zielona Góra          |             |                                  |   |          |                         |          |  |  |       |       |       |
|  | 7           | Polpharma Starogard Gdański      | 1           |                                  |   |          |                         |          |  |  |       |       |       |
|  | 7           | Polpharma Starogard Gdański      | 1           |                                  |   | 2        | Stelmet BC Zielona Góra | 3        |  |  |       |       |       |
|  |             |                                  |             |                                  |   | 2        | Stelmet BC Zielona Góra | 3        |  |  |       |       |       |
|  |             |                                  | 3           | BM Slam Stal Ostrów Wielkopolski | 2 |          |                         |          |  |  |       |       |       |
|  | 3           | BM Slam Stal Ostrów Wielkopolski | 3           | BM Slam Stal Ostrów Wielkopolski | 2 | 3        |                         |          |  |  |       |       |       |
|  | 3           | BM Slam Stal Ostrów Wielkopolski |             |                                  |   |          |                         |          |  |  |       |       |       |
|  | 6           | MKS Dąbrowa Górnicza             | 0           |                                  |   |          |                         |          |  |  |       |       |       |
|  | 6           | MKS Dąbrowa Górnicza             | 0           |                                  |   |          |                         |          |  |  |       |       |       |

o 3. miejsce
|  |              |                                  |   |
|  | O 3. miejsce |                                  |   |
|  |              |                                  |   |
|  |              |                                  |   |
|  |              |                                  |   |
|  | 8            | Energa Czarni Słupsk             | 0 |
|  | 8            | Energa Czarni Słupsk             | 0 |
|  | 3            | BM Slam Stal Ostrów Wielkopolski | 2 |
|  | 3            | BM Slam Stal Ostrów Wielkopolski | 2 |
|  |              |                                  |   |

#### Ćwierćfinały
| 4 maja 2017 20:00 | Raport | Anwil Włocławek 72 – 82 Energa Czarni Słupsk     | Anwil Włocławek 72 – 82 Energa Czarni Słupsk | Anwil Włocławek 72 – 82 Energa Czarni Słupsk |  | Hala Mistrzów, Włocławek Sędziowie: Marcin Kowalski, Maciej Kotulski, Bartłomiej Kucharski |
| 4 maja 2017 20:00 | Raport | Rezultaty w kwartach: 22-23, 13-12, 16-23, 21-24 |                                              |                                              |  | Hala Mistrzów, Włocławek Sędziowie: Marcin Kowalski, Maciej Kotulski, Bartłomiej Kucharski |
| 4 maja 2017 20:00 | Raport | Pkt: Washington 17 Zb: Bartosz 7 As: Łączyński 5 |                                              | Pkt: Lewis 21 Zb: Kravish 15 As: Lewis 5     |  | Hala Mistrzów, Włocławek Sędziowie: Marcin Kowalski, Maciej Kotulski, Bartłomiej Kucharski |

| 6 maja 2017 17:45 | Raport | Anwil Włocławek 72 – 70 Energa Czarni Słupsk                 | Anwil Włocławek 72 – 70 Energa Czarni Słupsk | Anwil Włocławek 72 – 70 Energa Czarni Słupsk                |  | Hala Mistrzów, Włocławek Sędziowie: Marek Maliszewski, Michał Chrakowiecki, Michał Sosin |
| 6 maja 2017 17:45 | Raport | Rezultaty w kwartach: 20-19, 16-23, 17-12, 19-16             |                                              |                                                             |  | Hala Mistrzów, Włocławek Sędziowie: Marek Maliszewski, Michał Chrakowiecki, Michał Sosin |
| 6 maja 2017 17:45 | Raport | Pkt: Haws, Sobin po 12 każdy Zb: Leończyk 10 As: Łączyński 7 |                                              | Pkt: Kravish 21 Zb: Kravish 9 As: Goods, Kravish po 9 każdy |  | Hala Mistrzów, Włocławek Sędziowie: Marek Maliszewski, Michał Chrakowiecki, Michał Sosin |

| 9 maja 2017 20:00 | Raport | Energa Czarni Słupsk 68 – 71 Anwil Włocławek     | Energa Czarni Słupsk 68 – 71 Anwil Włocławek | Energa Czarni Słupsk 68 – 71 Anwil Włocławek |  | Hala Gryfia, Słupsk Sędziowie: Wojciech Liszka, Dariusz Lenczowski, Jan Piróg |
| 9 maja 2017 20:00 | Raport | Rezultaty w kwartach: 14-13, 21-22, 18-16, 15-20 |                                              |                                              |  | Hala Gryfia, Słupsk Sędziowie: Wojciech Liszka, Dariusz Lenczowski, Jan Piróg |
| 9 maja 2017 20:00 | Raport | Pkt: Kravish 15 Zb: Kravish 14 As: Lewis 10      |                                              | Pkt: Jaramaz 17 Zb: Sobin 10 As: Łączyński 5 |  | Hala Gryfia, Słupsk Sędziowie: Wojciech Liszka, Dariusz Lenczowski, Jan Piróg |

| 11 maja 2017 17:45 | Raport | Energa Czarni Słupsk 83 – 76 Anwil Włocławek     | Energa Czarni Słupsk 83 – 76 Anwil Włocławek | Energa Czarni Słupsk 83 – 76 Anwil Włocławek                       |  | Hala Gryfia, Słupsk Sędziowie: Michał Proc, Mariusz Nawrocki, Michał Sosin |
| 11 maja 2017 17:45 | Raport | Rezultaty w kwartach: 16-17, 25-18, 18-29, 24-12 |                                              |                                                                    |  | Hala Gryfia, Słupsk Sędziowie: Michał Proc, Mariusz Nawrocki, Michał Sosin |
| 11 maja 2017 17:45 | Raport | Pkt: Lewis 26 Zb: Surmacz 9 As: Lewis 8          |                                              | Pkt: Jaramaz, Washington po 13 każdy Zb: Bartosz 7 As: Łączyński 4 |  | Hala Gryfia, Słupsk Sędziowie: Michał Proc, Mariusz Nawrocki, Michał Sosin |

| 14 maja 2017 17:45 | Raport | Anwil Włocławek 62 – 67 Energa Czarni Słupsk     | Anwil Włocławek 62 – 67 Energa Czarni Słupsk | Anwil Włocławek 62 – 67 Energa Czarni Słupsk            |  | Hala Mistrzów, Włocławek Sędziowie: Marcin Kowalski, Janusz Calik, Łukasz Andrzejewski |
| 14 maja 2017 17:45 | Raport | Rezultaty w kwartach: 16-16, 13-13, 10-16, 23-22 |                                              |                                                         |  | Hala Mistrzów, Włocławek Sędziowie: Marcin Kowalski, Janusz Calik, Łukasz Andrzejewski |
| 14 maja 2017 17:45 | Raport | Pkt: Leończyk 12 Zb: Sobin 7 As: Washington 5    |                                              | Pkt: Lewis 23 Zb: Kravish 9 As: Goods, Lewis po 4 każdy |  | Hala Mistrzów, Włocławek Sędziowie: Marcin Kowalski, Janusz Calik, Łukasz Andrzejewski |
| 14 maja 2017 17:45 | Raport | Energa Czarni Słupsk wygrywają serię 3-2         |                                              |                                                         |  | Hala Mistrzów, Włocławek Sędziowie: Marcin Kowalski, Janusz Calik, Łukasz Andrzejewski |

| 4 maja 2017 17:45 | Raport | Polski Cukier Toruń 105 – 98 Rosa Radom                   | Polski Cukier Toruń 105 – 98 Rosa Radom | Polski Cukier Toruń 105 – 98 Rosa Radom                           | OT | Arena Toruń, Toruń Sędziowie: Jakub Zamojski, Łukasz Andrzejewski, Mariusz Nawrocki |
| 4 maja 2017 17:45 | Raport | Rezultaty w kwartach: 21-26, 21-21, 21-26, 28-18 OT: 14-7 |                                         |                                                                   | OT | Arena Toruń, Toruń Sędziowie: Jakub Zamojski, Łukasz Andrzejewski, Mariusz Nawrocki |
| 4 maja 2017 17:45 | Raport | Pkt: Weaver 26 Zb: Weaver 9 As: Trotter 9                 |                                         | Pkt: Harrow 27 Zb: Sokołowski, Zyskowski po 5 każdy As: Harrow 11 | OT | Arena Toruń, Toruń Sędziowie: Jakub Zamojski, Łukasz Andrzejewski, Mariusz Nawrocki |

| 6 maja 2017 15:45 | Raport | Polski Cukier Toruń 87 – 78 Rosa Radom                     | Polski Cukier Toruń 87 – 78 Rosa Radom | Polski Cukier Toruń 87 – 78 Rosa Radom   |  | Arena Toruń, Toruń Sędziowie: Dariusz Zapolski, Robert Mordal, Bartosz Puzoń |
| 6 maja 2017 15:45 | Raport | Rezultaty w kwartach: 24-23, 26-8, 20-24, 17-23            |                                        |                                          |  | Arena Toruń, Toruń Sędziowie: Dariusz Zapolski, Robert Mordal, Bartosz Puzoń |
| 6 maja 2017 15:45 | Raport | Pkt: Weaver 17 Zb: Sulima, Škifić po 9 każdy As: Trotter 6 |                                        | Pkt: Harrow 16 Zb: Zajcew 8 As: Harrow 7 |  | Arena Toruń, Toruń Sędziowie: Dariusz Zapolski, Robert Mordal, Bartosz Puzoń |

| 9 maja 2017 17:45 | Raport | Rosa Radom 89 – 90 Polski Cukier Toruń              | Rosa Radom 89 – 90 Polski Cukier Toruń | Rosa Radom 89 – 90 Polski Cukier Toruń                   |  | Hala sportowa MOSiR, Radom Sędziowie: Marek Ćmikiewicz, Sławomir Moszakowski, Tomasz Trybalski |
| 9 maja 2017 17:45 | Raport | Rezultaty w kwartach: 23-19, 30-21, 25-26, 11-24    |                                        |                                                          |  | Hala sportowa MOSiR, Radom Sędziowie: Marek Ćmikiewicz, Sławomir Moszakowski, Tomasz Trybalski |
| 9 maja 2017 17:45 | Raport | Pkt: Szymkiewicz 19 Zb: Jackson 8 As: Szymkiewicz 7 |                                        | Pkt: Weaver 23 Zb: Škifić 6 As: Śnieg, Weaver po 3 każdy |  | Hala sportowa MOSiR, Radom Sędziowie: Marek Ćmikiewicz, Sławomir Moszakowski, Tomasz Trybalski |
| 9 maja 2017 17:45 | Raport | Polski Cukier Toruń wygrywa serię 3-0               |                                        |                                                          |  | Hala sportowa MOSiR, Radom Sędziowie: Marek Ćmikiewicz, Sławomir Moszakowski, Tomasz Trybalski |

| 5 maja 2017 20:00 | Raport | Stelmet BC Zielona Góra 82 – 71 Polpharma Starogard Gdański                             | Stelmet BC Zielona Góra 82 – 71 Polpharma Starogard Gdański | Stelmet BC Zielona Góra 82 – 71 Polpharma Starogard Gdański       |  | Hala MOSiR, Zielona Góra Sędziowie: Janusz Calik, Paweł Białas, Tomasz Trojanowski |
| 5 maja 2017 20:00 | Raport | Rezultaty w kwartach: 20-8, 22-26, 16-16, 24-21                                         |                                                             |                                                                   |  | Hala MOSiR, Zielona Góra Sędziowie: Janusz Calik, Paweł Białas, Tomasz Trojanowski |
| 5 maja 2017 20:00 | Raport | Pkt: Kelati 19 Zb: Dragičević, Hrycaniuk po 7 każdy As: Dragičević, Koszarek po 6 każdy |                                                             | Pkt: Mirković, Paliukėnas po 15 każdy Zb: Diduszko 8 As: Schenk 6 |  | Hala MOSiR, Zielona Góra Sędziowie: Janusz Calik, Paweł Białas, Tomasz Trojanowski |

| 7 maja 2017 20:30 | Raport | Stelmet BC Zielona Góra 95 – 80 Polpharma Starogard Gdański       | Stelmet BC Zielona Góra 95 – 80 Polpharma Starogard Gdański | Stelmet BC Zielona Góra 95 – 80 Polpharma Starogard Gdański |  | Hala MOSiR, Zielona Góra Sędziowie: Tomasz Trawicki, Łukasz Jankowski, Cezary Nowicki |
| 7 maja 2017 20:30 | Raport | Rezultaty w kwartach: 23-20, 24-20, 22-10, 26-30                  |                                                             |                                                             |  | Hala MOSiR, Zielona Góra Sędziowie: Tomasz Trawicki, Łukasz Jankowski, Cezary Nowicki |
| 7 maja 2017 20:30 | Raport | Pkt: Đurišić 15 Zb: Dragičević, Đurišić po 6 każdy As: Florence 9 |                                                             | Pkt: Miles 15 Zb: Diduszko 7 As: Flieger 5                  |  | Hala MOSiR, Zielona Góra Sędziowie: Tomasz Trawicki, Łukasz Jankowski, Cezary Nowicki |

| 10 maja 2017 20:00 | Raport | Polpharma Starogard Gdański 65 – 63 Stelmet BC Zielona Góra                      | Polpharma Starogard Gdański 65 – 63 Stelmet BC Zielona Góra | Polpharma Starogard Gdański 65 – 63 Stelmet BC Zielona Góra                          |  | Miejska Hala Sportowa im. Andrzeja Grubby, Starogard Gdański Sędziowie: Piotr Pastusiak, Marcin Koralewski, Tomasz Tomaszewski |
| 10 maja 2017 20:00 | Raport | Rezultaty w kwartach: 17-12, 18-25, 8-19, 22-7                                   |                                                             |                                                                                      |  | Miejska Hala Sportowa im. Andrzeja Grubby, Starogard Gdański Sędziowie: Piotr Pastusiak, Marcin Koralewski, Tomasz Tomaszewski |
| 10 maja 2017 20:00 | Raport | Pkt: Flieger, Mirković po 16 każdy Zb: Diduszko 10 As: Flieger, Miles po 3 każdy |                                                             | Pkt: Dragičević, Mokros po 12 każdy Zb: Dragičević, Mokros po 7 każdy As: Koszarek 5 |  | Miejska Hala Sportowa im. Andrzeja Grubby, Starogard Gdański Sędziowie: Piotr Pastusiak, Marcin Koralewski, Tomasz Tomaszewski |

| 12 maja 2017 17:45 | Raport | Polpharma Starogard Gdański 74 – 77 Stelmet BC Zielona Góra | Polpharma Starogard Gdański 74 – 77 Stelmet BC Zielona Góra | Polpharma Starogard Gdański 74 – 77 Stelmet BC Zielona Góra |  | Miejska Hala Sportowa im. Andrzeja Grubby, Starogard Gdański Sędziowie: Dariusz Zapolski, Robert Mordal, Adrian Szczotka |
| 12 maja 2017 17:45 | Raport | Rezultaty w kwartach: 20-16, 20-19, 21-21, 13-21            |                                                             |                                                             |  | Miejska Hala Sportowa im. Andrzeja Grubby, Starogard Gdański Sędziowie: Dariusz Zapolski, Robert Mordal, Adrian Szczotka |
| 12 maja 2017 17:45 | Raport | Pkt: Sajus 24 Zb: Diduszko 10 As: Flieger 6                 |                                                             | Pkt: Koszarek 14 Zb: Mokros 6 As: Koszarek 4                |  | Miejska Hala Sportowa im. Andrzeja Grubby, Starogard Gdański Sędziowie: Dariusz Zapolski, Robert Mordal, Adrian Szczotka |
| 12 maja 2017 17:45 | Raport | Stelmet BC Zielona Góra wygrywa serię 3-1                   |                                                             |                                                             |  | Miejska Hala Sportowa im. Andrzeja Grubby, Starogard Gdański Sędziowie: Dariusz Zapolski, Robert Mordal, Adrian Szczotka |

| 5 maja 2017 17:45 | Raport | BM Slam Stal Ostrów Wielkopolski 84 – 76 MKS Dąbrowa Górnicza | BM Slam Stal Ostrów Wielkopolski 84 – 76 MKS Dąbrowa Górnicza | BM Slam Stal Ostrów Wielkopolski 84 – 76 MKS Dąbrowa Górnicza |  | Hala Sportowa gim. nr 1, Ostrów Wielkopolski Sędziowie: Piotr Pastusiak, Wojciech Liszka, Damian Ottenburger |
| 5 maja 2017 17:45 | Raport | Rezultaty w kwartach: 19-28, 25-12, 22-17, 18-19              |                                                               |                                                               |  | Hala Sportowa gim. nr 1, Ostrów Wielkopolski Sędziowie: Piotr Pastusiak, Wojciech Liszka, Damian Ottenburger |
| 5 maja 2017 17:45 | Raport | Pkt: Carter 23 Zb: Carter, King po 5 każdy As: Johnson 4      |                                                               | Pkt: Kowałenko 16 Zb: Wesley 5 As: Johnson 4                  |  | Hala Sportowa gim. nr 1, Ostrów Wielkopolski Sędziowie: Piotr Pastusiak, Wojciech Liszka, Damian Ottenburger |

| 7 maja 2017 18:00 | Raport | BM Slam Stal Ostrów Wielkopolski 81 – 75 MKS Dąbrowa Górnicza | BM Slam Stal Ostrów Wielkopolski 81 – 75 MKS Dąbrowa Górnicza | BM Slam Stal Ostrów Wielkopolski 81 – 75 MKS Dąbrowa Górnicza |  | Hala Sportowa gim. nr 1, Ostrów Wielkopolski Sędziowie: Michał Proc, Grzegorz Czajka, Marcin Bieńkowski |
| 7 maja 2017 18:00 | Raport | Rezultaty w kwartach: 15-17, 22-16, 12-19, 32-23              |                                                               |                                                               |  | Hala Sportowa gim. nr 1, Ostrów Wielkopolski Sędziowie: Michał Proc, Grzegorz Czajka, Marcin Bieńkowski |
| 7 maja 2017 18:00 | Raport | Pkt: Carter 28 Zb: King 7 As: Johnson 13                      |                                                               | Pkt: Johnson 16 Zb: Wesley 6 As: Pamuła 5                     |  | Hala Sportowa gim. nr 1, Ostrów Wielkopolski Sędziowie: Michał Proc, Grzegorz Czajka, Marcin Bieńkowski |

| 10 maja 2017 17:45 | Raport | MKS Dąbrowa Górnicza 76 – 85 BM Slam Stal Ostrów Wielkopolski | MKS Dąbrowa Górnicza 76 – 85 BM Slam Stal Ostrów Wielkopolski | MKS Dąbrowa Górnicza 76 – 85 BM Slam Stal Ostrów Wielkopolski  |  | Hala Widowiskowo-Sportowa Centrum, Dąbrowa Górnicza Sędziowie: Janusz Calik, Adam Wierzman, Arnauld Kom Njilo |
| 10 maja 2017 17:45 | Raport | Rezultaty w kwartach: 15-22, 23-14, 17-27, 21-22              |                                                               |                                                                |  | Hala Widowiskowo-Sportowa Centrum, Dąbrowa Górnicza Sędziowie: Janusz Calik, Adam Wierzman, Arnauld Kom Njilo |
| 10 maja 2017 17:45 | Raport | Pkt: Johnson 21 Zb: Wilson 9 As: Johnson 3                    |                                                               | Pkt: Johnson 25 Zb: trzech zawodników po 6 każdy As: Johnson 6 |  | Hala Widowiskowo-Sportowa Centrum, Dąbrowa Górnicza Sędziowie: Janusz Calik, Adam Wierzman, Arnauld Kom Njilo |
| 10 maja 2017 17:45 | Raport | BM Slam Stal Ostrów Wielkopolski wygrywa serię 3-0            |                                                               |                                                                |  | Hala Widowiskowo-Sportowa Centrum, Dąbrowa Górnicza Sędziowie: Janusz Calik, Adam Wierzman, Arnauld Kom Njilo |

#### Półfinały
| 18 maja 2017 17:45 | Raport | Polski Cukier Toruń 78 – 72 Energa Czarni Słupsk | Polski Cukier Toruń 78 – 72 Energa Czarni Słupsk | Polski Cukier Toruń 78 – 72 Energa Czarni Słupsk |  | Arena Toruń, Toruń Sędziowie: Janusz Calik, Wojciech Liszka, Łukasz Jankowski |
| 18 maja 2017 17:45 | Raport | Rezultaty w kwartach: 17-18, 27-23, 16-16, 18-15 |                                                  |                                                  |  | Arena Toruń, Toruń Sędziowie: Janusz Calik, Wojciech Liszka, Łukasz Jankowski |
| 18 maja 2017 17:45 | Raport | Pkt: Trotter 21 Zb: Sulima 7 As: Wiśniewski 5    |                                                  | Pkt: Goods 14 Zb: Kravish 10 As: Lewis 8         |  | Arena Toruń, Toruń Sędziowie: Janusz Calik, Wojciech Liszka, Łukasz Jankowski |

| 20 maja 2017 17:45 | Raport | Polski Cukier Toruń 83 – 76 Energa Czarni Słupsk              | Polski Cukier Toruń 83 – 76 Energa Czarni Słupsk | Polski Cukier Toruń 83 – 76 Energa Czarni Słupsk |  | Arena Toruń, Toruń Sędziowie: Tomasz Trawicki, Marek Maliszewski, Karol Nowak |
| 20 maja 2017 17:45 | Raport | Rezultaty w kwartach: 24-13, 26-27, 20-17, 13-19              |                                                  |                                                  |  | Arena Toruń, Toruń Sędziowie: Tomasz Trawicki, Marek Maliszewski, Karol Nowak |
| 20 maja 2017 17:45 | Raport | Pkt: Diduszko 15 Zb: Sulima 10 As: Trotter, Weaver po 6 każdy |                                                  | Pkt: Surmacz 15 Zb: Surmacz 8 As: Lewis 8        |  | Arena Toruń, Toruń Sędziowie: Tomasz Trawicki, Marek Maliszewski, Karol Nowak |

| 23 maja 2017 17:45 | Raport | Energa Czarni Słupsk 52 – 65 Polski Cukier Toruń                                | Energa Czarni Słupsk 52 – 65 Polski Cukier Toruń | Energa Czarni Słupsk 52 – 65 Polski Cukier Toruń |  | Hala Gryfia, Słupsk Sędziowie: Jakub Zamojski, Dariusz Lenczowski, Tomasz Trojanowski |
| 23 maja 2017 17:45 | Raport | Rezultaty w kwartach: 12-18, 17-16, 11-13, 12-18                                |                                                  |                                                  |  | Hala Gryfia, Słupsk Sędziowie: Jakub Zamojski, Dariusz Lenczowski, Tomasz Trojanowski |
| 23 maja 2017 17:45 | Raport | Pkt: Kravish, Lewis po 12 każdy Zb: Kravish 16 As: trzech zawodników po 3 każdy |                                                  | Pkt: Trotter 16 Zb: Weaver 10 As: Weaver 6       |  | Hala Gryfia, Słupsk Sędziowie: Jakub Zamojski, Dariusz Lenczowski, Tomasz Trojanowski |
| 23 maja 2017 17:45 | Raport | Polski Cukier Toruń wygrywa serię 3-0                                           |                                                  |                                                  |  | Hala Gryfia, Słupsk Sędziowie: Jakub Zamojski, Dariusz Lenczowski, Tomasz Trojanowski |

| 19 maja 2017 17:45 | Raport | Stelmet BC Zielona Góra 94 – 88 BM Slam Stal Ostrów Wielkopolski | Stelmet BC Zielona Góra 94 – 88 BM Slam Stal Ostrów Wielkopolski | Stelmet BC Zielona Góra 94 – 88 BM Slam Stal Ostrów Wielkopolski |  | Hala MOSiR, Zielona Góra Sędziowie: Marcin Kowalski, Michał Proc, Michał Chrakowiecki |
| 19 maja 2017 17:45 | Raport | Rezultaty w kwartach: 21-17, 24-23, 24-10, 25-38                 |                                                                  |                                                                  |  | Hala MOSiR, Zielona Góra Sędziowie: Marcin Kowalski, Michał Proc, Michał Chrakowiecki |
| 19 maja 2017 17:45 | Raport | Pkt: Florence 21 Zb: Đurišić 10 As: Koszarek 8                   |                                                                  | Pkt: Szewczyk 18 Zb: Carter 8 As: Carter 8                       |  | Hala MOSiR, Zielona Góra Sędziowie: Marcin Kowalski, Michał Proc, Michał Chrakowiecki |

| 22 maja 2017 17:45 | Raport | Stelmet BC Zielona Góra 89 – 74 BM Slam Stal Ostrów Wielkopolski | Stelmet BC Zielona Góra 89 – 74 BM Slam Stal Ostrów Wielkopolski | Stelmet BC Zielona Góra 89 – 74 BM Slam Stal Ostrów Wielkopolski |  | Hala MOSiR, Zielona Góra Sędziowie: Marek Ćmikiewicz, Dariusz Zapolski, Łukasz Andrzejewski |
| 22 maja 2017 17:45 | Raport | Rezultaty w kwartach: 18-13, 21-21, 22-23, 28-17                 |                                                                  |                                                                  |  | Hala MOSiR, Zielona Góra Sędziowie: Marek Ćmikiewicz, Dariusz Zapolski, Łukasz Andrzejewski |
| 22 maja 2017 17:45 | Raport | Pkt: Moore 14 Zb: Moore 6 As: Koszarek 6                         |                                                                  | Pkt: Carter 19 Zb: Szewczyk 8 As: Johnson 5                      |  | Hala MOSiR, Zielona Góra Sędziowie: Marek Ćmikiewicz, Dariusz Zapolski, Łukasz Andrzejewski |

| 24 maja 2017 17:45 | Raport | BM Slam Stal Ostrów Wielkopolski 92 – 78 Stelmet BC Zielona Góra | BM Slam Stal Ostrów Wielkopolski 92 – 78 Stelmet BC Zielona Góra | BM Slam Stal Ostrów Wielkopolski 92 – 78 Stelmet BC Zielona Góra |  | Hala Sportowa gim. nr 1, Ostrów Wielkopolski Sędziowie: Tomasz Trawicki, Maciej Kotulski, Mariusz Nawrocki |
| 24 maja 2017 17:45 | Raport | Rezultaty w kwartach: 32-15, 17-24, 18-19, 25-20                 |                                                                  |                                                                  |  | Hala Sportowa gim. nr 1, Ostrów Wielkopolski Sędziowie: Tomasz Trawicki, Maciej Kotulski, Mariusz Nawrocki |
| 24 maja 2017 17:45 | Raport | Pkt: Carter 18 Zb: King 8 As: Johnson 8                          |                                                                  | Pkt: Koszarek 14 Zb: Moore 6 As: Florence 5                      |  | Hala Sportowa gim. nr 1, Ostrów Wielkopolski Sędziowie: Tomasz Trawicki, Maciej Kotulski, Mariusz Nawrocki |

| 26 maja 2017 17:45 | Raport | BM Slam Stal Ostrów Wielkopolski 58 – 57 Stelmet BC Zielona Góra | BM Slam Stal Ostrów Wielkopolski 58 – 57 Stelmet BC Zielona Góra | BM Slam Stal Ostrów Wielkopolski 58 – 57 Stelmet BC Zielona Góra |  | Hala Sportowa gim. nr 1, Ostrów Wielkopolski Sędziowie: Marek Ćmikiewicz, Janusz Calik, Grzegorz Czajka |
| 26 maja 2017 17:45 | Raport | Rezultaty w kwartach: 20-15, 16-15, 11-8, 11-19                  |                                                                  |                                                                  |  | Hala Sportowa gim. nr 1, Ostrów Wielkopolski Sędziowie: Marek Ćmikiewicz, Janusz Calik, Grzegorz Czajka |
| 26 maja 2017 17:45 | Raport | Pkt: King 14 Zb: trzech zawodników po 8 każdy As: Johnson 11     |                                                                  | Pkt: Dragičević 12 Zb: Dragičević 6 As: Koszarek 5               |  | Hala Sportowa gim. nr 1, Ostrów Wielkopolski Sędziowie: Marek Ćmikiewicz, Janusz Calik, Grzegorz Czajka |

| 29 maja 2017 17:45 | Raport | Stelmet BC Zielona Góra 95 – 71 BM Slam Stal Ostrów Wielkopolski | Stelmet BC Zielona Góra 95 – 71 BM Slam Stal Ostrów Wielkopolski | Stelmet BC Zielona Góra 95 – 71 BM Slam Stal Ostrów Wielkopolski |  | Hala MOSiR, Zielona Góra Sędziowie: Piotr Pastusiak, Dariusz Zapolski, Łukasz Andrzejewski |
| 29 maja 2017 17:45 | Raport | Rezultaty w kwartach: 26-16, 21-26, 21-23, 27-6                  |                                                                  |                                                                  |  | Hala MOSiR, Zielona Góra Sędziowie: Piotr Pastusiak, Dariusz Zapolski, Łukasz Andrzejewski |
| 29 maja 2017 17:45 | Raport | Pkt: Moore 21 Zb: Hrycaniuk 9 As: Koszarek 11                    |                                                                  | Pkt: Carter 17 Zb: King 8 As: Johnson 10                         |  | Hala MOSiR, Zielona Góra Sędziowie: Piotr Pastusiak, Dariusz Zapolski, Łukasz Andrzejewski |
| 29 maja 2017 17:45 | Raport | Stelmet BC Zielona Góra wygrywa serię 3-2                        |                                                                  |                                                                  |  | Hala MOSiR, Zielona Góra Sędziowie: Piotr Pastusiak, Dariusz Zapolski, Łukasz Andrzejewski |

#### Mecz o 3. miejsce
| 2 czerwca 2017 19:00 | Raport | BM Slam Stal Ostrów Wielkopolski 86 – 83 Energa Czarni Słupsk | BM Slam Stal Ostrów Wielkopolski 86 – 83 Energa Czarni Słupsk | BM Slam Stal Ostrów Wielkopolski 86 – 83 Energa Czarni Słupsk |  | Hala Sportowa gim. nr 1, Ostrów Wielkopolski Sędziowie: Jakub Zamojski, Michał Proc, Łukasz Jankowski |
| 2 czerwca 2017 19:00 | Raport | Rezultaty w kwartach: 30-14, 13-24, 18-23, 25-22              |                                                               |                                                               |  | Hala Sportowa gim. nr 1, Ostrów Wielkopolski Sędziowie: Jakub Zamojski, Michał Proc, Łukasz Jankowski |
| 2 czerwca 2017 19:00 | Raport | Pkt: Johnson 22 Zb: King 15 As: Johnson 7                     |                                                               | Pkt: Lewis 20 Zb: Ginyard 7 As: Goods 5                       |  | Hala Sportowa gim. nr 1, Ostrów Wielkopolski Sędziowie: Jakub Zamojski, Michał Proc, Łukasz Jankowski |

| 5 czerwca 2017 18:30 | Raport | Energa Czarni Słupsk 67 – 76 BM Slam Stal Ostrów Wielkopolski | Energa Czarni Słupsk 67 – 76 BM Slam Stal Ostrów Wielkopolski | Energa Czarni Słupsk 67 – 76 BM Slam Stal Ostrów Wielkopolski |  | Hala Gryfia, Słupsk Sędziowie: Tomasz Trawicki, Wojciech Liszka, Karol Nowak |
| 5 czerwca 2017 18:30 | Raport | Rezultaty w kwartach: 21-20, 16-20, 10-17, 20-19              |                                                               |                                                               |  | Hala Gryfia, Słupsk Sędziowie: Tomasz Trawicki, Wojciech Liszka, Karol Nowak |
| 5 czerwca 2017 18:30 | Raport | Pkt: Lewis 15 Zb: Kravish 9 As: Lewis 5                       |                                                               | Pkt: Carter 18 Zb: King 14 As: Johnson 9                      |  | Hala Gryfia, Słupsk Sędziowie: Tomasz Trawicki, Wojciech Liszka, Karol Nowak |
| 5 czerwca 2017 18:30 | Raport | BM Slam Stal Ostrów Wielkopolski wygrywa serię 2-0            |                                                               |                                                               |  | Hala Gryfia, Słupsk Sędziowie: Tomasz Trawicki, Wojciech Liszka, Karol Nowak |

#### Finał
| 1 czerwca 2017 17:45 | Raport | Stelmet BC Zielona Góra 88 – 69 Polski Cukier Toruń                   | Stelmet BC Zielona Góra 88 – 69 Polski Cukier Toruń | Stelmet BC Zielona Góra 88 – 69 Polski Cukier Toruń |  | Hala MOSiR, Zielona Góra Sędziowie: Janusz Calik, Wojciech Liszka, Grzegorz Czajka |
| 1 czerwca 2017 17:45 | Raport | Rezultaty w kwartach: 20-17, 22-18, 17-13, 29-21                      |                                                     |                                                     |  | Hala MOSiR, Zielona Góra Sędziowie: Janusz Calik, Wojciech Liszka, Grzegorz Czajka |
| 1 czerwca 2017 17:45 | Raport | Pkt: Dragičević 16 Zb: Dragičević, Đurišić po 10 każdy As: Koszarek 6 |                                                     | Pkt: Weaver 18 Zb: Mbodj 7 As: Trotter 5            |  | Hala MOSiR, Zielona Góra Sędziowie: Janusz Calik, Wojciech Liszka, Grzegorz Czajka |

| 3 czerwca 2017 17:45 | Raport | Stelmet BC Zielona Góra 87 – 66 Polski Cukier Toruń | Stelmet BC Zielona Góra 87 – 66 Polski Cukier Toruń | Stelmet BC Zielona Góra 87 – 66 Polski Cukier Toruń |  | Hala MOSiR, Zielona Góra Sędziowie: Marek Ćmikiewicz, Marcin Kowalski, Tomasz Trojanowski |
| 3 czerwca 2017 17:45 | Raport | Rezultaty w kwartach: 20-23, 21-12, 22-16, 24-15    |                                                     |                                                     |  | Hala MOSiR, Zielona Góra Sędziowie: Marek Ćmikiewicz, Marcin Kowalski, Tomasz Trojanowski |
| 3 czerwca 2017 17:45 | Raport | Pkt: Florence 21 Zb: Moore 9 As: Koszarek 5         |                                                     | Pkt: Trotter 15 Zb: Diduszko 6 As: Trotter 7        |  | Hala MOSiR, Zielona Góra Sędziowie: Marek Ćmikiewicz, Marcin Kowalski, Tomasz Trojanowski |

| 6 czerwca 2017 17:45 | Raport | Polski Cukier Toruń 84 – 74 Stelmet BC Zielona Góra | Polski Cukier Toruń 84 – 74 Stelmet BC Zielona Góra | Polski Cukier Toruń 84 – 74 Stelmet BC Zielona Góra                                 |  | Arena Toruń, Toruń Sędziowie: Marek Maliszewski, Michał Proc, Łukasz Andrzejewski |
| 6 czerwca 2017 17:45 | Raport | Rezultaty w kwartach: 14-18, 23-21, 22-18, 25-17    |                                                     |                                                                                     |  | Arena Toruń, Toruń Sędziowie: Marek Maliszewski, Michał Proc, Łukasz Andrzejewski |
| 6 czerwca 2017 17:45 | Raport | Pkt: Mbodj 21 Zb: Mbodj 10 As: Trotter 14           |                                                     | Pkt: Kelati 25 Zb: trzech zawodników po 4 każdy As: Dragičević, Florence po 4 każdy |  | Arena Toruń, Toruń Sędziowie: Marek Maliszewski, Michał Proc, Łukasz Andrzejewski |

| 8 czerwca 2017 17:45 | Raport | Polski Cukier Toruń 78 – 81 Stelmet BC Zielona Góra | Polski Cukier Toruń 78 – 81 Stelmet BC Zielona Góra | Polski Cukier Toruń 78 – 81 Stelmet BC Zielona Góra |  | Arena Toruń, Toruń Sędziowie: Piotr Pastusiak, Dariusz Zapolski, Michał Chrakowiecki |
| 8 czerwca 2017 17:45 | Raport | Rezultaty w kwartach: 21-18, 11-24, 21-17, 25-22    |                                                     |                                                     |  | Arena Toruń, Toruń Sędziowie: Piotr Pastusiak, Dariusz Zapolski, Michał Chrakowiecki |
| 8 czerwca 2017 17:45 | Raport | Pkt: Weaver 20 Zb: Weaver 8 As: Trotter 9           |                                                     | Pkt: Florence 29 Zb: Dragičević 11 As: Koszarek 6   |  | Arena Toruń, Toruń Sędziowie: Piotr Pastusiak, Dariusz Zapolski, Michał Chrakowiecki |

| 10 czerwca 2017 12:00 | Raport | Stelmet BC Zielona Góra 88 – 82 Polski Cukier Toruń                 | Stelmet BC Zielona Góra 88 – 82 Polski Cukier Toruń | Stelmet BC Zielona Góra 88 – 82 Polski Cukier Toruń |  | Hala MOSiR, Zielona Góra Sędziowie: Janusz Calik, Tomasz Trawicki, Wojciech Liszka |
| 10 czerwca 2017 12:00 | Raport | Rezultaty w kwartach: 21-28, 8-19, 27-20, 32-15                     |                                                     |                                                     |  | Hala MOSiR, Zielona Góra Sędziowie: Janusz Calik, Tomasz Trawicki, Wojciech Liszka |
| 10 czerwca 2017 12:00 | Raport | Pkt: Kelati 19 Zb: Moore 7 As: Koszarek 8                           |                                                     | Pkt: Škifić 18 Zb: Mbodj 9 As: Trotter 7            |  | Hala MOSiR, Zielona Góra Sędziowie: Janusz Calik, Tomasz Trawicki, Wojciech Liszka |
| 10 czerwca 2017 12:00 | Raport | Stelmet BC Zielona Góra wygrał w serii 4:1 i został mistrzem Polski |                                                     |                                                     |  | Hala MOSiR, Zielona Góra Sędziowie: Janusz Calik, Tomasz Trawicki, Wojciech Liszka |

## Klasyfikacja końcowa
| Lp. | Drużyna                          |
| --- | -------------------------------- |
|     | Stelmet BC Zielona Góra          |
|     | Polski Cukier Toruń              |
|     | BM Slam Stal Ostrów Wielkopolski |
| 4.  | Energa Czarni Słupsk             |
| 5.  | Anwil Włocławek                  |
| 6.  | Rosa Radom                       |
| 7.  | MKS Dąbrowa Górnicza             |
| 8.  | Polpharma Starogard Gdański      |
| 9.  | Trefl Sopot                      |
| 10. | PGE Turów Zgorzelec              |
| 11. | King Szczecin                    |
| 12. | Miasto Szkła Krosno              |
| 13. | Asseco Gdynia                    |
| 14. | AZS Koszalin                     |
| 15. | TBV Start Lublin                 |
| 16. | Siarka Tarnobrzeg                |
| 17. | Polfarmex Kutno                  |